# یولیا پاراتووا
یولیا پاراتووا (اوکراینی: Юлія Євгенівна Паратова؛ زادهٔ ۷ نوامبر ۱۹۸۶) وزنه‌بردار اهل اوکراین است.
وی در مسابقات کشوری و بین‌المللی در مجموع برندهٔ ۲ مدال طلا، ۳ مدال نقره، ۱ مدال برنز شده‌است.